# 최성원 1집
《최성원 1집》은 대한민국의 록 밴드 들국화의 베이시스트인 최성원의 첫 번째 솔로 음반이다. 들국화 시절 멤버들과 서로 다른 음악적 방향 사이에서 겪어야만 했던 고충을 덜어내고 최성원만의 순수하고 여린 감성을 가득 채운 이 음반은 동아기획을 대표하는 조동익, 이병우, 한송연 등 최고의 아티스트들이 그의 새 출발에 힘을 보태며 최고의 성과를 이뤘다는 평가를 받았다.
음반의 수록곡 중 언제부터인가 아름다운 제주도의 낭만을 상징하는 노래가 된 첫 곡 〈제주도의 푸른 밤〉은 후에 성시경의 리메이크로 비교적 젊은 세대들에게도 알려졌지만, 고급스런 편곡과 안정된 보컬이라는 측면으로 본다면 원곡이 가지는 순수함과 아름다움을 앞서진 못한다는 평가가 지배적이다. 두번째로 수록된 곡은 들국화 시절부터 이어지는 전형적인 최성원표 록 발라드 〈이별이란 없는거야〉이다. 아직까지도 많은 방송을 통하여 리퀘스트되는 그의 대표곡 중 하나로 잔잔하게 읊조리듯 노래하다 후렴구에서 모든 감정을 쏟아 붓는 그의 가창력을 잘 살린 음악이라 할 수 있다. 이어지는 모든 트랙들도 서정적인 감성의 매력적인 포크와 발라드로 가득 채웠으며 마지막 곡으로 〈우리의 소원〉을 수록한 점이 인상깊다. 본 작은 모든 고민과 짐을 내려놓고 음악에 그 자신을 투영한 뮤지션 최성원 그 자체다.

## 배경
1988년 동아기획에서 제작한 최성원의 첫 솔로 음반은 들국화 시절 보여준 음악적 특성을 계승한 포크 성향의 팝 음악을 담았다. 이 음반에서 최성원은 작사, 작곡, 프로듀싱을 책임졌고, 당대 최고의 세션들을 스튜디오로 불러들여 녹음했다.
이 음반 세션의 핵심 연주자는 남성 듀오 어떤 날의 두 멤버 이병우 (기타)와 조동익 (베이스)이었다. 조동익은 최성원과 함께 음반 전체의 편곡에도 관여했다. 두 사람은 《우리 노래 전시회》 시리즈의 두 번째 음반에 어떤날의 작품 〈그런 날에는〉을 수록하며 최성원과 조우한 인연으로 이 음반에 참여했다. 음반 커버에 인쇄한 손글씨와 속지 가사 글씨의 주인공은 시인과 촌장의 하덕규였다.

## 제주도의 푸른 밤
총 9곡(건전가요 〈우리의 소원〉은 들국화 버전으로 수록)을 담은 이 음반에서 방송을 타면서 먼저 인기를 얻은 곡은 소프트 록 발라드 〈이별이란 없는 거야〉였다. 이 곡은 이후 드라마 《응답하라 1988》에도 삽입되었으며, 이덕진, 조규찬 등이 커버하기도 했다.
이 음반이 인기를 얻은 원동력이자, 아티스트로서의 최성원의 커리어를 대표하는 곡은 〈제주도의 푸른 밤〉이다. 최성원은 우연히 부산에서 제주도로 가는 배를 탔고, 노사연의 〈님그림자〉를 작곡한 김욱의 집에 머물며 제주도에서 느낀 감정을 노래에 담았다.
이후 이 곡은 1990년대 중반 아카펠라 그룹 인공위성이 커버했고, 2000년대에는 성시경이 커버한 버전이 젊은 세대 사이에서 애청곡으로 자리를 잡았다. 이 음반은 1988년 동아기획에서 CD로 발매했고, 2011년 아름다운 동행에서 1, 2집을 합본해 재발매했다.

## 곡 목록
모든 곡들은 안병원과 안석주가 작사/작곡한 〈우리의 소원〉를 제외하고, 최성원이 작사/작곡하였다.
| #  | 제목                  | 재생 시간 |
| -- | --------------------- | --------- |
| 1. | 〈제주도의 푸른 밤〉  | 5:08      |
| 2. | 〈이별이란 없는거야〉 | 4:57      |
| 3. | 〈색깔〉              | 4:12      |
| 4. | 〈님을 찾으면〉       | 4:18      |

| #  | 제목              | 재생 시간 |
| -- | ----------------- | --------- |
| 1. | 〈오늘은〉        | 3:56      |
| 2. | 〈파란 하늘만〉   | 3:36      |
| 3. | 〈난 이제〉       | 3:44      |
| 4. | 〈열여섯 열일곱〉 | 3:26      |
| 5. | 〈우리의 소원〉   | 2:20      |